# Iveco Bus Urbanway
L'Iveco Bus Urbanway è un modello di autobus e autosnodato a pianale ribassato prodotto a partire dal 2013 da Iveco Bus. La produzione avviene negli stabilimenti di Annonay, in Francia, e Vysoké Mýto, in Repubblica Ceca.

## Storia
L'Urbanway è stato progettato per sostituire l'Irisbus Citelis ed è stato presentato al salone UITP di Ginevra nel maggio 2013 e nuovamente al Busworld Kortrijk 2013 di Courtrai. Nonostante le somiglianze con il predecessore esso si presenta più leggero, leggermente più capiente e con un nuovo sistema di fari anteriori e posteriori. Inoltre l'Urbanway rispetta lo standard europeo sulle emissioni inquinanti Euro VI, entrato in vigore a partire dal 1º settembre 2014. Il veicolo è stato testato in condizioni climatiche estreme in Finlandia e in Spagna e in condizioni di regolare esercizio in numerose reti urbane europee.
La commercializzazione è avvenuta a partire dal 2014, debuttando prima in Francia e poi in Spagna, Repubblica Ceca, Slovacchia e Italia.

## Tecnica

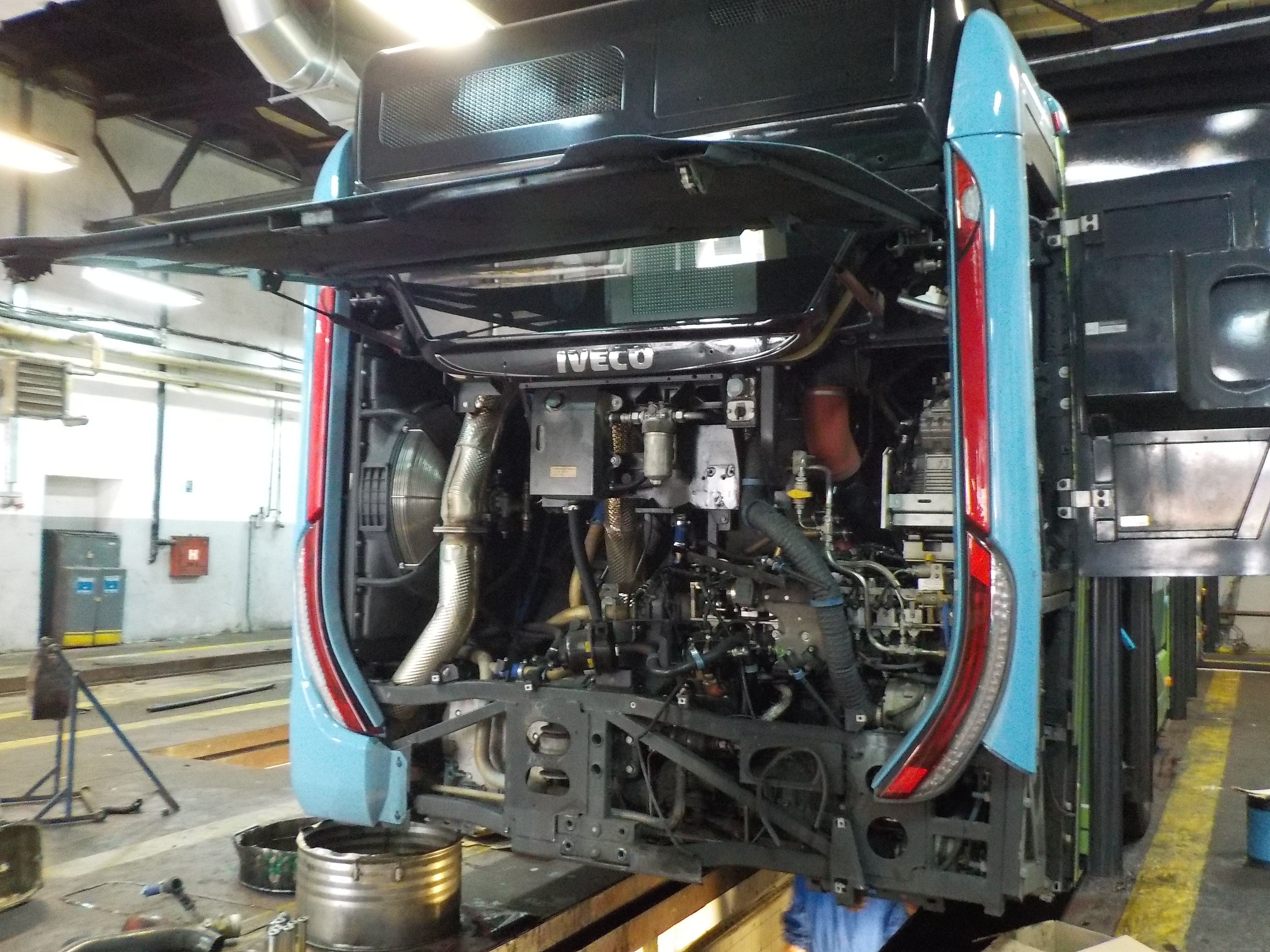
Il vano motore di un Iveco Bus Urbanway GNC

Il mezzo, commercializzato in tre versioni suddivise per dimensioni (due versioni classiche, da 10 e 12 metri, ed una versione snodata da 18 metri), è stato reso disponibile con tre motorizzazioni diverse: Iveco Tector 7, con cilindrata di 6,7 l e potenza di 286 CV/210 kW, Iveco Cursor 8 (solo versione GNC), con cilindrata di 7,8 l e potenza di 290 CV/213 kW o 330 CV/243 kW, e Iveco Cursor 9, cilindrata 8,7 l e potenza di 310 CV/228 kW, 360 CV/265 kW o 400 CV/294 kW. La versione full hybrid è stata equipaggiata con un motore Iveco Tector 7. I motori sono montati longitudinalmente (Tector 7) o trasversalmente (Cursor 8 e 9).

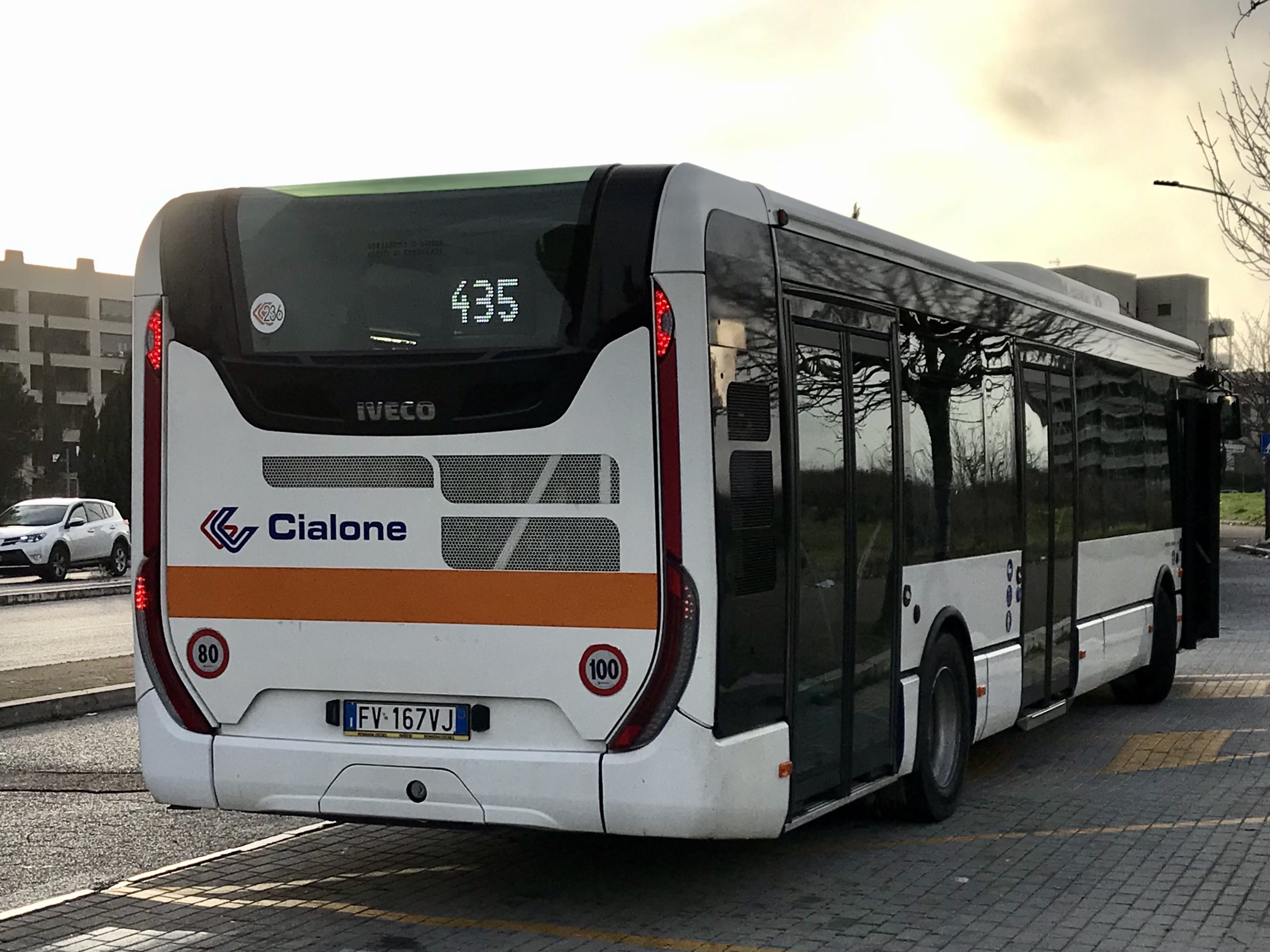
Iveco Bus Urbanway Tector di Cialone matricola 236 al capolinea di Porta di Roma in servizio sul 435 per conto di ATAC Roma

Dal punto di vista dell'inquinamento, il mezzo è stato dotato del sistema di post-trattamento dei gas di scarico HI-eSCR (HIgh Efficiency SCR), sviluppato da FPT Industrial, in sostituzione del sistema di ricircolo dei gas esausti (EGR).
È provvisto inoltre di un climatizzatore, una pedana d'accesso per disabili motori e tre display a LED (anteriore, posteriore e lato destro).

## Versioni
Dell'Urbanway sono prodotte 3 serie: 
- la prima, realizzata dal 2013 fino al 2022, presenta molte somiglianze con l'Irisbus Citelis
- la seconda, dal 2022 al 2024: il retro del veicolo è stato rivisitato e l'interno
- la terza, dal 2024, con il retro e l'interno rivisitati del 2022 e un nuovo frontale con una nuova fanaleria (come quella di Crossway ed Evadys e del trattore stradale S-Way)
Sono state commercializzate tre diverse versioni dell'Urbanway:

### Urbanway 10
- Lunghezza: 10,52 m
- Porte: 2 o 3
- Alimentazione: gasolio, gas naturale compresso

### Urbanway 12
- Lunghezza: 12,00 m
- Porte: 2 o 3
- Alimentazione: gasolio, gas naturale compresso, ibrido

### Urbanway 18
- Lunghezza: 17,91 m
- Porte: 3 o 4
- Alimentazione: gasolio, gas naturale compresso, ibrido

## Diffusione

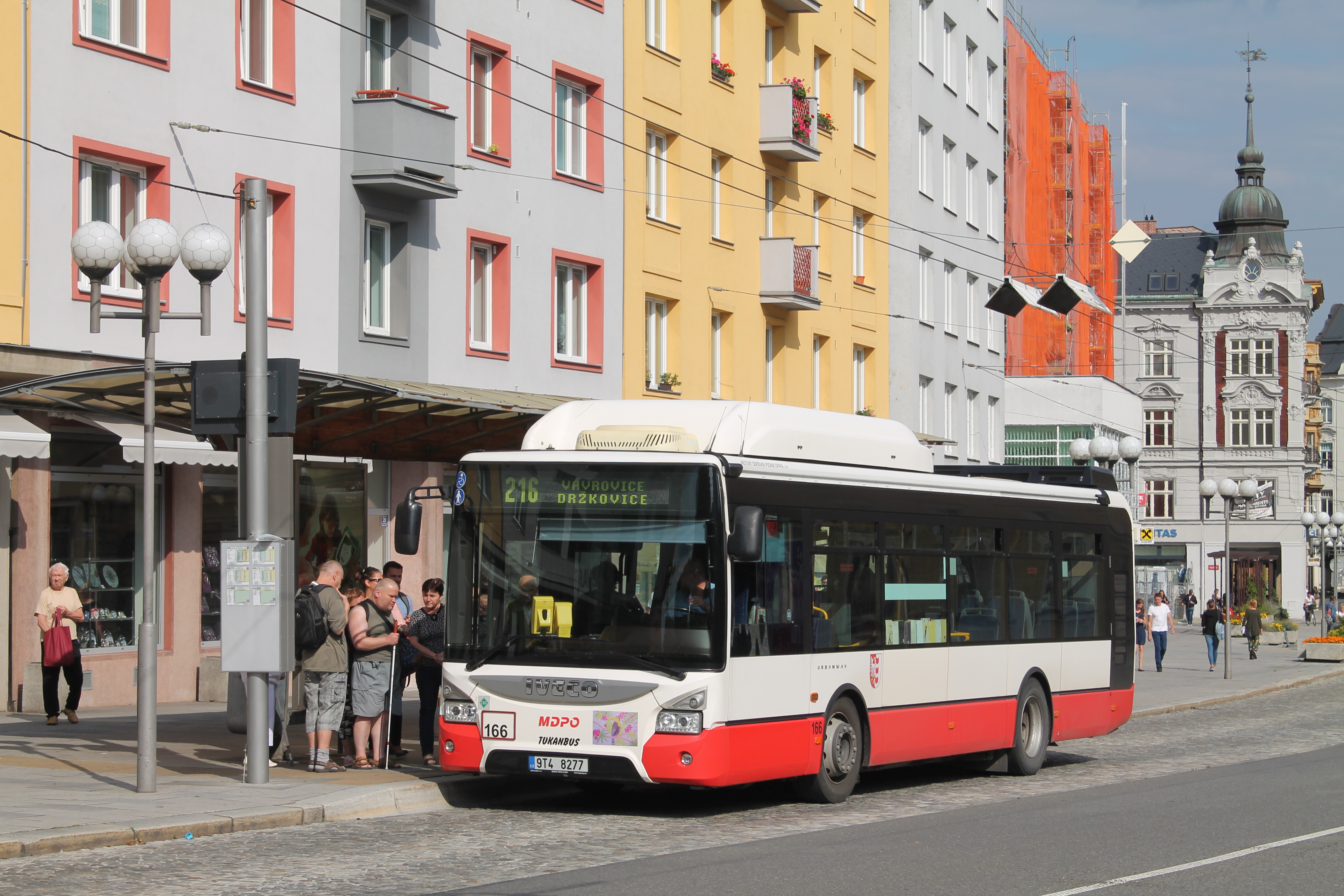
Iveco Bus Urbanway 10 GNC di MDPO a Opava

Il mezzo si è diffuso principalmente in Europa e i maggiori quantitativi sono stati acquistati in Italia e in Francia.
In Francia l'Urbanway è presente nelle flotte di Labenne, Montbéliard, Limeil-Brévannes, Parigi, Azur, Brunoy, Lione e Annecy
In Italia il mezzo debuttò nel dicembre 2014 nella flotta di Roma TPL, seguita nel 2016 da quella di ATAC,e poi nel 2019 in ATM Milano (prinicipalmente 18 metri Full Hybrid. In Atac nel 2021 sono entrati a far parte della flotta altri 20 Urbanway 18. Un consistente quantitativo di Urbanway 12 GNC fu acquistato in occasione dell'Expo 2015 da Arriva Italia e cessata la loro funzione furono acquistati da Start Romagna e Società Italiana Autoservizi. Nel 2023 l'Arriva Italia ha acquistato 12 Urbanway da 12 m a GNC per il servizio urbano di Brescia. Nella Regione del Veneto da ATVO Azienda Trasporti Veneto Orientale in unità dodecametrica e da ACTV Venezia in versione diesel ed ibrida dodecametrica e in versione suburbana da 18 metri. A Piacenza, Emilia-Romagna, sono stati acquistati 20 Urbanway CNG da 10 m . Nella regione Campania, ANM (Napoli), BusItalia Campania (Salerno), Trotta Bus (Benevento) e AIR (Avellino) hanno acquistato Urbanway ibridi da 12 metri, consegnati tra il 2020 ed il 2021. ANM ha inoltre acquistato 13 Urbanway GNC da 10,5 metri, sempre consegnati nel 2021. Nella regione Sardegna sono presenti nelle città di Sassari (ATP) nella versione 12m e di Cagliari (CTM) nelle versioni 12m e 18m. Vengono utilizzati nella città di Messina per conto di ATM Messina. Nella regione Liguria sono presenti per conto di AMT 24 esemplari di Urbanway, rispettivamente 11 esemplari 10 m a gasolio e 2 esemplari 12 m Hybrid dedicati al servizio provinciale nel bacino di Rapallo e Chiavari, e infine 11 esemplari 12 m Hybrid dedicati al servizio urbano nella città di Genova. Inoltre, a partire dall'8/2/2024, sono stati consegnati 56 autosnodati 18m a metano (divisi in due forniture da 19 e 37 veicoli) per  GTT.
Diversi esemplari sono stati acquistati da EMT (Malaga) in Spagna, DPMP (Pardubice), DPMB (Brno) e MDPO (Opava) in Repubblica Ceca, DPB (Bratislava) in Slovacchia e STIB/MIVB (Bruxelles) in Belgio.
Nel 2017 la compagnia Astana LRT ha acquistato 210 Iveco Bus Urbanway in occasione dell'Expo 2017, ospitata dalla capitale Kazaka.